# Стрельцов, Евгений Львович
Стрельцов Евгений Львович (род. 18 августа 1949) — доктор юридических наук, доктор теологии, профессор, член-корреспондент Национальной академии Правовых наук Украины, заслуженный деятель науки и техники Украины, награждён 11 государственными наградами, в том числе орденами «За заслуги» 1, 2 и 3 степеней (полный кавалер), знаком отличия Президента Украины – медалью «Двадцать лет независимости Украины» и др.

## Индивидуальные научно-педагогические показатели
Окончил юридический факультет Одесского государственного (ныне – национального) университета имени И. И. Мечникова (1973). Аспирант Харьковского юридического института (1976-1980), кандидат юридических наук (1981), доцент (1985). Докторант Национальной юридической академии имени Ярослава Мудрого (1989-1992), доктор юридических наук (1992), профессор (1995). Докторант Украинской богословской академии (2007—2009), доктор теологии (2010). Член-корреспондент Национальной академии правовых наук Украины.
Автор 300 научных работ, посвященных общим и отраслевым проблемам права, в том числе 9 монографий (пять личных и четыре коллективные), 15 разных курсов лекций и учебных пособий, часть из которых издана за рубежом. Его книга «Экономические преступления: внутригосударственные и международные аспекты», предисловие проф. Джесса Мегхена (США), признана лауреатом 3-го Всеукраинского конкурса на лучшее юридическое издание за «актуальность и качество исследования», а книга «Хозяйственные преступления» находится в библиотеке Конгресса США. По результатам рейтингового опроса пять раз входил в число авторов, имеющих лучшие публикации в общеукраинских изданиях.
Под его руководством защищено 29 кандидатских диссертаций.

## Научно-организаторские показатели
Создатель и руководитель научной школы «Основные институты и тенденции развития законодательства уголовно-правового направления»,.
Ответственный редактор и соавтор восьми изданий учебника по Уголовному праву Украины, который имеет соответствующий гриф Министерства образования и науки Украины и за «высокое научно-практическое значение в учебном процессе» признан лауреатом 5-го Всеукраинского конкурса на лучшее юридическое издание.
Ответственный редактор и соавтор девяти изданий научно-практического комментария к Уголовному кодексу Украины.
Ответственный соредактор и соавтор двух научно-практических комментариев к Закону Украины «О принципах предотвращения и противодействия коррупции». Ответственный редактор и соавтор научно-комментариев к Законам Украины: «Об адвокатуре и адвокатской деятельности», «О милиции» и др.
Является соавтором ряда других учебников, учебных пособий и комментариев к законодательству.
Научный редактор  журнала «Вестник Южного научного центра Национальной академии Правовых наук Украины», член редакционных коллегий ещё трех украинских и одного зарубежного журналов.
Президент Международной ассоциации «Образование без границ» (Украина), вице-президент Украинской ассоциации криминологов (Харьков, Украина); член Координационного бюро по уголовному праву Национальной академии Правовых наук Украины (Харьков, Украина),член международной ассоциации уголовного права (Париж, Франция); член украинской ассоциации международного права (Киев, Украина), член украинской ассоциации уголовного права (Харьков, Украина). Член Национального союза журналистов Украины.

## Международные научные конкурсы и стажировки
Победитель трех наиболее престижных международных научных конкурсов: 
- а) Фулбрайтовского конкурса в США (1998/1999),
- б) ДААД (Немецкого офиса академических обменов) – (2001),
- в) научного товарищества имени Макса Планка в Федеративной Республики Германии (трижды в 2005, 2009, 2013 гг.).
Прошел научную стажировку в Офисе Международной уголовной юстиции (США), Институте конституционной и законодательной политики (Венгрия), в институте государства и права им. Корецкого (Украина), в институте международного и зарубежного уголовного права (Германия) и др..
Приглашался для чтения лекций в университеты Канады, США, Германии. Имеет публикации в зарубежных научных изданиях.
К трем его книгам предисловия написали иностранные профессора: «Экономические преступления в Украине», Бахва, 1997» – декан, заведующий кафедрой уголовного права и уголовного процесса, профессор, доктор юрид. наук Мартин Финке (университет Пассау, ФРГ); «Экономические преступления: внутригосударственные и международные аспекты», Астропринт, 2000 – содиректор офиса международной юстиции, профессор, доктор юрид. наук Джесс Мегхем (Иллинойский университет, США); «Религиозные традиции в светском государстве», Карлов университет (Прага), 2014  – декан богословского факультета Карлова университета, доктор богословия, профессор Ян Богослав Лашек.
Имеет признание заслуг от Международного биографического центра Кембриджа (Великобритания) и Американского биографического института.

## Государственное признание заслуг
- Заслуженный деятель науки и техники Украины (2002).
- Полный кавалер ордена «За заслуги» (2014, 2009, 2006), знака отличия Президента Украины – юбилейной медали «Двадцать лет независимости Украины» (2012), медали «Защитник Отечества» (1999), награждён еще шестью государственными наградами[10].
- Имеет Благодарность Кабинета Министров Украины (2008).
- Отличник образования Украины (1997).

Награждён почетными знаками:

а) Председателя Одесской областной государственной администрации (2005);

б) Одесского городского головы (2009);

в) «Антон Макаренко» Министерства образования и науки, молодежи и спорта Украины (2005) и др. 

## Общественное признание заслуг
Признан: 
- победителем Международного рейтинга достижений и популярности, который проводился Инвестиционным форумом «Мир. Европа. Украина», и награждён орденом «За выдающиеся достижения» 1 степени (2003);
- Одесситом года в номинации Интеллект Одессы с вручением почетного знака «Хрустальная Жемчужина» (2005).

За весомый личный вклад в развитие богословской науки награждён:

а) орденом «Нестора Летописца» 2-й степени (2011);

б) орденом Святителя Димитрия» (2013);

б) медалью «Святого Андрея Первозванного» 2-й степени (2010);

в) Крестом доктора теологии (2010).

## Семья
Отец – Стрельцов Л. М. (1918-1979), доктор юридических  наук, профессор, заведующий кафедрой государственного и административного права юридического факультета Одесского государственного (ныне - национального) университета имени И. И. Мечникова;
Мать – Стрельцова В. Н. (1923-2013), врач-окулист, нейроофтальмолог высшей категории;
Жена – Стрельцова Е. Д., кандидат юридических наук, доцент, заслуженный работник образования Украины;
Сын – Стрельцов Л. Е., украинский магистр права (Одесский национальный университет имени И. И. Мечникова), магистр  права университета Маастрихта (Нидерланды).